# Bornesketaig
Bornesketaig (Schots-Gaelisch: Borgh na Sgiotaig) is een dorp in de Schotse lieutenancy Ross and Cromarty in het raadsgebied Highland op het eiland Skye.